# خوسيه لويس بيريز
خوسيه لويس بيريز (بالإسبانية: José Luis Pérez Valencia)‏ هو مصارع هاوي مكسيكي، ولد في القرن العشرين.

## وصلات خارجية
- خوسيه لويس بيريز على موقع قاعدة بيانات المصارعة الدولية (الإنجليزية)
- خوسيه لويس بيريز على موقع قاعدة بيانات المصارعة الدولية (الإنجليزية)
- خوسيه لويس بيريز على موقع اللجنة الأولمبية الدولية (الإنجليزية)
- خوسيه لويس بيريز على موقع أوليمبيديا (الإنجليزية)